# Upton (condado de Worcester, Massachusetts)
Upton é um lugar designado pelo censo localizado no condado de Worcester no estado estadounidense de Massachusetts. No Censo de 2010 tinha uma população de 3.013 habitantes e uma densidade populacional de 456,39 pessoas por km².

## Geografia
Upton encontra-se localizado nas coordenadas 42° 10′ 55″ N, 71° 36′ 41″ O. Segundo a Departamento do Censo dos Estados Unidos, Upton tem uma superfície total de 6.6 km², da qual 6.39 km² correspondem a terra firme e (3.14%) 0.21 km² é água.

## Demografia
Segundo o censo de 2010, tinha 3.013 pessoas residindo em Upton. A densidade populacional era de 456,39 hab./km². Dos 3.013 habitantes, Upton estava composto pelo 95.59% brancos, o 0.86% eram afroamericanos, o 0.23% eram amerindios, o 1.89% eram asiáticos, o 0% eram insulares do Pacífico, o 0.3% eram de outras raças e o 1.13% pertenciam a duas ou mais raças. Do total da população o 2.06% eram hispanos ou latinos de qualquer raça.